# Carolyn Hamilton
Dame Carolyn Paula Hamilton DBE (1951) é uma advogada especializada em direitos da criança. Ela também é diretora do Coram Children's Legal Centre, uma instituição de caridade nacional independente dedicada à promoção e implementação dos direitos da criança com sede na Universidade de Essex. Hamilton tem o cargo de professor em Essex.

## Primeiros anos e família
Filha de David Hamilton (falecido em 2007) e de sua esposa Laura, Carolyn Paula Hamilton nasceu em Hendon, subúrbio da cidade de Londres, em novembro de 1951. Ela tem um irmão Alan S. Hamilton. Seu pai escapou da Alemanha nazista ainda criança antes da Segunda Guerra Mundial no primeiro navio Kindertransport para a Inglaterra  e, posteriormente, fez fortuna em imóveis e moda. Em 2016, uma disputa entre Carolyn e seu irmão Alan sobre a divisão da propriedade de seu pai tornou-se objeto de um processo judicial amargo.

## Carreira
Hamilton é uma advogada especializada em direitos da criança. Em 1995  ela foi nomeada diretora do Coram Children's Legal Center, uma instituição de caridade nacional independente dedicada à promoção e implementação dos direitos da criança  com sede na Universidade de Essex, onde Hamilton é membro do departamento de direito. Foi Consultora em Justiça Juvenil do Gabinete do Alto Comissariado para os Direitos Humanos de 2001 a 2003. Ela foi a Comissária de Crianças e Famílias da Comissão de Serviços Jurídicos até dezembro de 2010.
Ela foi nomeada Dama Comandante da Ordem do Império Britânico (DBE) nas Honras de Aniversário de 2017 por serviços aos direitos das crianças.

## Obras publicadas
- Family, law and religion (em inglês). Sweet & Maxwell, London, 1995. ISBN 978-0421458604
- Family law in Europe (em inglês). Butterworths, London, 1995. (Kate Standley & David Hodson) ISBN 978-0406013088
- "Armed conflict: The protection of children under international law" (em inglês), International Journal of Children's Rights, Vol. 5 (1997). (With Tabatha Abu El-Haj)
- Bullying: A guide to the law: How to tackle bullying inside and outside school (em inglês). (With Lucy Hopegood and Helen Rimington) Children's Legal Centre, 2000. ISBN 978-0946109968ISBN 978-0946109968
- "The employment of children (em inglês)", Child and Family Law Quarterly, Vol. 16, No. 2, pp. 135–149, 2004. (With Bob Watt)
- International child abduction: Law and practice (em inglês). Butterworths, London, 2001. (With	Mark Everall, Nigel Lowe & Michael Nicholls) ISBN 9780406005410